# Дуброва Віталій Вікторович
Віта́лій Ві́кторович Дубро́ва (14.08.1977) — український спортсмен та тренер з дзюдо, майстер спорту України (1997), заслужений тренер України (2005), заслужений працівник фізичної культури і спорту України (2019).

## Короткі відомості
Народився 14 серпня 1977 року у місті Києві.
Батько: Дуброва Віктор Пилипович (25.09.1943-14.01.2024).
Мати: Дуброва Галина Іванівна (02.06.1945).
У 1984 році пішов у перший клас загальноосвітньої школи № 162 м. Києва.
У вересні 1986 року почав займатися у секції дзюдо на столичному стадіоні «Динамо» під керівництвом тренерів Сергія Сергійовича Мельниченко та Савелія Омеляновича Галкіна.
У 1992 році після закінчення 9-го класу був прийнятий до Київського спортивного ліцею-інтернату, який закінчив у 1994 році.
З 1992 року тренується під керівництвом рідного брата Сергія Вікторовича Дуброви.
У 1995 році вступив до Національний університет фізичного виховання і спорту, який успішно закінчив у 1999 році за спеціальністю тренер-викладач з дзюдо.
У 1996 (м. Дніпропетровськ, 71 кг) та 1997 (м. Київ, 86 кг) роках був бронзовим призером чемпіонатів України з дзюдо серед юніорів.
У 1997 році виконав норматив Майстра Спорту України з дзюдо.
у 1999 році (м. Донецьк, 90 кг) став срібним призером чемпіонату України серед чоловіків.
Протягом спортивної кар'єри також тренувався під керівництвом Віктора Івановича Кощавцева та Анатолія Миколайовича Калінського.
Тренерську кар'єру розпочав у 1997 році в СДЮШОР з дзюдо «Юний Спартаківець» м. Києва.
З 2005 по 2009 роки працював старшим тренером відділення дзюдо у Республіканському Вищому училищі фізичної культури (РВУФК).
У 2005 році присвоєно звання Заслужений тренер України.
З 2009 по 2015 роки працював старшим тренером національної збірної команди України з дзюдо серед чоловіків.
У 2011 році Європейський союз дзюдо (EJU) визнав Віталія Дуброву кращим чоловічим тренером Європи.
З 2017 по 2024 роки працював головним тренером національної збірної команди України з дзюдо.
У 2019 році присвоєно звання Заслужений працівник фізичної культури і спорту України.
У 2024 році обрано на посаду віце-президента федерації дзюдо міста Києва.
У 2024 році призначено спортивним директором Федерації дзюдо України.
Під керівництвом Віталія Дуброви чоловіча збірна команда України з дзюдо здобула одну золоту та чотири бронзових нагороди на командних чемпіонатах Європи: «золото» (Стамбул-2011), «бронза» (Челябінськ-2012, Будапешт-2013, Баку-2015, Варшава-2017).
У 2018 році у м. Єкатеринбург (Росія) на першому в історії чемпіонаті Європи серед змішаних команд збірна України з дзюдо під керівництвом Віталія Дуброви здобула бронзові нагороди.
Як тренер, брав участь у Олімпійських Іграх — Лондон-2012, Ріо-де-Жанейро-2016, Токіо-2021, Париж-2024.
Вихованці Віталія Дуброви брали участь в Олімпійських Іграх:
Афіни-2004 (Віталій Бубон)
Лондон-2012 (Георгій Зантарая)
Ріо-де-Жанейро-2016 (Георгій Зантарая, Кеджау Ньябалі, Яків Хаммо)
Токіо-2021 (Георгій Зантарая, Кеджау Ньябалі, Яків Хаммо, Анастасія Турчин)
Париж-2024 (Дільшот Халматов, Богдан Ядов)
Національний олімпійський комітет (НОК) України чотири рази визнавав Віталія Дуброву найкращим тренером місяця — січень-2009, серпень-2009, квітень-2011, листопад-2023.
Упродовж тренерської кар'єри особисто брав участь у підготовці трьох Заслужених майстрів спорту України — Віталій Бубон, Георгій Зантарая, Яків Хаммо.